# Olympische Sommerspiele 2020/Gewichtheben – Bantamgewicht (Frauen)
Das Gewichtheben der Frauen in der Klasse bis 49 kg (Bantamgewicht) bei den Olympischen Sommerspielen 2020 in Tokio fand am 24. Juli 2021 im Tokyo International Forum statt. Es traten 14 Sportlerinnen aus 14 Ländern an.
Der Wettkampf bestand aus zwei Teilen: Reißen (Snatch) und Stoßen (Clean and Jerk). Die Athletinnen traten in zwei Gruppen zuerst im Reißen an, bei dem sie drei Versuche hatten. Gewichtheberinnen ohne gültigen Versuch schieden aus. Im Stoßen hatte wieder jede Athletin drei Versuche. Die Athletin mit dem höchsten zusammenaddierten Gewicht gewann.

## Titelträger
| Weltmeisterin     | Reißen    | Hou Zhihui     | 094 kg | WM 2019 in Pattaya     |
| Weltmeisterin     | Stoßen    | Jiang Huihua   | 118 kg | WM 2019 in Pattaya     |
| Weltmeisterin     | Zweikampf | Jiang Huihua   | 212 kg | WM 2019 in Pattaya     |
| Olympiasiegerin * | Zweikampf | Sopita Tanasan | 200 kg | 2016 in Rio de Janeiro |

## Rekorde

### Bestehende Rekorde
| Weltrekord | Reißen    | Hou Zhihui            | 096 kg | Tashkent, Usbekistan | 17. April 2021 |
| Weltrekord | Stoßen    | Saikhom Mirabai Chanu | 119 kg | Tashkent, Usbekistan | 17. April 2021 |
| Weltrekord | Zweikampf | Hou Zhihui            | 213 kg | Tashkent, Usbekistan | 17. April 2021 |

Das Gewichtheben der Frauen fand bisher bei keinen Olympischen Sommerspielen in der Gewichtsklasse bis 49 kg statt. Daher gab es vor den Spielen in Tokio noch keine olympischen Rekorde in dieser Klasse.

### Neue Rekorde
| Olympischer Rekord | Reißen    | Hou Zhihui | 094 kg | Tokio, Japan | 24. Juli 2021 |
| Olympischer Rekord | Stoßen    | Hou Zhihui | 116 kg | Tokio, Japan | 24. Juli 2021 |
| Olympischer Rekord | Zweikampf | Hou Zhihui | 210 kg | Tokio, Japan | 24. Juli 2021 |

## Zeitplan
- Gruppe B: 24. Juli 2021, 9:50 Uhr (Ortszeit)
- Gruppe A: 24. Juli 2021, 13:50 Uhr (Ortszeit)

## Endergebnis
| Rang | Athletin              | Nation                  | Gr. | Kgw.  | Reißen (kg) | Reißen (kg) | Reißen (kg) | Reißen (kg) | Stoßen (kg) | Stoßen (kg) | Stoßen (kg) | Stoßen (kg) | Zweikampf |
| Rang | Athletin              | Nation                  | Gr. | Kgw.  | 1           | 2           | 3           | Gesamt      | 1           | 2           | 3           | Gesamt      | Zweikampf |
| ---- | --------------------- | ----------------------- | --- | ----- | ----------- | ----------- | ----------- | ----------- | ----------- | ----------- | ----------- | ----------- | --------- |
| 1    | Hou Zhihui            | China                   | A   | 49,00 | 88          | 92          | 94          | 94          | 109         | 114         | 116         | 116         | 210       |
| 2    | Saikhom Mirabai Chanu | Indien                  | A   | 48,85 | 84          | 87          | 89          | 87          | 110         | 115         | 117         | 115         | 202       |
| 3    | Windy Cantika Aisah   | Indonesien              | A   | 48,80 | 84          | 84          | 87          | 84          | 103         | 108         | 110         | 110         | 194       |
| 4    | Fang Wan-ling         | Chinesisch Taipeh       | A   | 48,65 | 75          | 78          | 80          | 80          | 98          | 101         | 103         | 101         | 181       |
| 5    | Nina Sterckx          | Belgien                 | A   | 48,75 | 81          | 81          | 84          | 81          | 99          | 101         | 101         | 99          | 180       |
| 6    | Ludia Montero         | Kuba                    | B   | 49,00 | 79          | 82          | 84          | 82          | 93          | 96          | 100         | 96          | 178       |
| 7    | Anaïs Michel          | Frankreich              | A   | 48,90 | 76          | 78          | 80          | 78          | 96          | 99          | 101         | 99          | 177       |
| 8    | Beatriz Pirón         | Dominikanische Republik | B   | 49,00 | 78          | 81          | 83          | 81          | 90          | 93          | 95          | 95          | 176       |
| 9    | Natasha Rosa          | Brasilien               | B   | 48,95 | 75          | 78          | 80          | 78          | 90          | 95          | 100         | 95          | 173       |
| 10   | Dika Toua             | Papua-Neuguinea         | B   | 48,95 | 69          | 72          | 76          | 72          | 95          | 95          | 100         | 95          | 167       |
| 11   | Roilya Ranaivosoa     | Mauritius               | B   | 48,95 | 73          | 76          | 76          | 73          | 91          | 95          | 96          | 91          | 164       |
| —    | Jourdan Delacruz      | Vereinigte Staaten      | A   | 48,90 | 83          | 86          | 89          | 86          | 108         | 108         | 108         | —           | —         |
| —    | Hiromi Miyake         | Japan                   | A   | 48,90 | 74          | 76          | 76          | 74          | 99          | 99          | 99          | —           | —         |
| —    | Kristina Sobol        | ROC                     | B   | 49,00 | 80          | 80          | 81          | —           | —           | —           | —           | —           | DNF       |